# Meilleur tour en course
 (octobre 2016).
Si vous disposez d'ouvrages ou d'articles de référence ou si vous connaissez des sites web de qualité traitant du thème abordé ici, merci de compléter l'article en donnant les références utiles à sa vérifiabilité et en les liant à la section « Notes et références ».
Dans les sports mécaniques sur circuit, le meilleur tour en course est le tour le plus rapide réussi par un des concurrents durant une course.
Certaines disciplines de compétition automobile, comme l'A1 Grand Prix ou le GP2 Series, récompensent par des points de bonus le pilote et l'équipe qui ont réalisé le meilleur tour en course. En Formule 1, de 1950 à 1959, le pilote remportait un point de bonus pour l'obtention du meilleur tour en course. Cette règle fait son retour en 2019, en associant l'écurie du pilote et en étant réservée aux dix premiers classés.
Michael Schumacher détient depuis le 21 mai 2000 (lors du GP d'Europe 2000) le record de meilleurs tours en course. Il l'a depuis porté de 41 tours à 77 tours les plus rapides en course.
En Grand Prix moto (MotoGP), aucun point ne récompense le meilleur tour en course. Giacomo Agostini, qui s'est retiré de la compétition en 1977, détient toujours le record de meilleurs tours en course avec 117 tours les plus rapides (plusieurs catégories confondues). Valentino Rossi est le sportif en activité le mieux placé avec la deuxième place et 95 tours les plus rapides (plusieurs catégories confondues).

## Formule 1

### Classement des 10 premiers pilotes détenteurs de meilleurs tours en course
(Mise à jour après le Grand Prix d'Abou Dabi 2020)
| #  | Pilote             | Pays        | Période   | Nbre courses | Nbre meilleurs tours | %       |
| -- | ------------------ | ----------- | --------- | ------------ | -------------------- | ------- |
| 1  | Michael Schumacher | Allemagne   | 1991-2012 | 307          | 77                   | 25,08 % |
| 2  | Lewis Hamilton     | Royaume-Uni | 2007-...  | 300          | 59                   | 19,7 %  |
| 3  | Kimi Räikkönen     | Finlande    | 2001-2021 | 350          | 46                   | 13,1 %  |
| 4  | Alain Prost        | France      | 1980-1993 | 199          | 41                   | 20,6 %  |
| 5  | Sebastian Vettel   | Allemagne   | 2007-2022 | 289          | 38                   | 13,1 %  |
| 6  | Nigel Mansell      | Royaume-Uni | 1980-1995 | 187          | 30                   | 16,04 % |
| 7  | Jim Clark          | Royaume-Uni | 1960-1968 | 72           | 28                   | 38,89 % |
| 8  | Mika Häkkinen      | Finlande    | 1991-2001 | 161          | 25                   | 15,53 % |
| 9  | Niki Lauda         | Autriche    | 1971-1985 | 171          | 24                   | 14,04 % |
| 10 | Juan Manuel Fangio | Argentine   | 1950-1958 | 51           | 23                   | 45,10 % |

Codes du tableau :
- Les champions du monde sont inscrits en caractères gras
- Les pilotes en activité sont inscrits avec un feu vert

### Nombre de meilleurs tours en course sur une même saison en Formule 1
|    | Pilote                       | Saison | Courses | Meilleurs tours | Ratio par GP |
| -- | ---------------------------- | ------ | ------- | --------------- | ------------ |
| 1  | Michael Schumacher Allemagne | 2004   | 18      | 10              | 56 %         |
| 1  | Kimi Räikkönen Finlande      | 2008   | 18      | 10              | 56 %         |
| 3  | Kimi Räikkönen Finlande      | 2005   | 19      | 10              | 53 %         |
| 4  | Mika Häkkinen Finlande       | 2000   | 17      | 9               | 53 %         |
| 5  | Nigel Mansell Royaume-Uni    | 1992   | 16      | 8               | 50 %         |
| 5  | Michael Schumacher Allemagne | 1994   | 16      | 8               | 50 %         |
| 6  | Michael Schumacher Allemagne | 1995   | 17      | 8               | 47 %         |
| 7  | Lewis Hamilton Royaume-Uni   | 2015   | 19      | 8               | 42 %         |
| 8  | Nelson Piquet Brésil         | 1986   | 16      | 7               | 44 %         |
| 8  | Alain Prost France           | 1988   | 16      | 7               | 43 %         |
| 10 | Michael Schumacher Allemagne | 2002   | 17      | 7               | 41 %         |
| 11 | Mark Webber Australie        | 2011   | 19      | 7               | 37 %         |
| 11 | Sebastian Vettel Allemagne   | 2013   | 19      | 7               | 37 %         |
| 11 | Lewis Hamilton Royaume-Uni   | 2014   | 19      | 7               | 37 %         |
| 14 | Lewis Hamilton Royaume-Uni   | 2017   | 20      | 7               | 35 %         |
| 15 | Valtteri Bottas Finlande     | 2018   | 21      | 7               | 33 %         |
| 16 | Kimi Räikkönen Finlande      | 2007   | 17      | 6               | 35 %         |

### Pilotes les plus jeunes à réussir un meilleur tour en course en Formule 1
|    | Pilote                         | Âge               | Grand Prix                                    |
| -- | ------------------------------ | ----------------- | --------------------------------------------- |
| 1  | Max Verstappen Pays-Bas        | 19 ans, 44 jours  | Grand Prix automobile du Brésil 2016          |
| 2  | Lando Norris Royaume-Uni       | 20 ans, 235 jours | Grand Prix automobile d'Autriche 2020         |
| 3  | Nico Rosberg Allemagne         | 20 ans, 258 jours | Grand Prix automobile de Bahreïn 2006         |
| 4  | Charles Leclerc Monaco         | 21 ans, 167 jours | Grand Prix automobile de Bahreïn 2019         |
| 5  | Esteban Gutiérrez Mexique      | 21 ans, 280 jours | Grand Prix automobile d'Espagne 2013          |
| 6  | Fernando Alonso Espagne        | 21 ans, 321 jours | Grand Prix automobile du Canada 2003          |
| 7  | Bruce McLaren Nouvelle-Zélande | 21 ans, 322 jours | Grand Prix automobile de Grande-Bretagne 1959 |
| 8  | Sebastian Vettel Allemagne     | 21 ans, 353 jours | Grand Prix automobile de Grande-Bretagne 2009 |
| 9  | Lewis Hamilton Royaume-Uni     | 22 ans, 93 jours  | Grand Prix automobile de Malaisie 2007        |
| 10 | Sergio Pérez Mexique           | 22 ans, 125 jours | Grand Prix automobile de Monaco 2012          |
| 11 | Kimi Räikkönen Finlande        | 22 ans, 137 jours | Grand Prix automobile d'Australie 2002        |
| 12 | George Russell Royaume-Uni     | 22 ans, 235 jours | Grand Prix automobile de Sakhir 2020          |
| 13 | David Coulthard Royaume-Uni    | 23 ans, 126 jours | Grand Prix automobile d'Allemagne 1994        |
| 14 | Michael Schumacher Allemagne   | 23 ans, 240 jours | Grand Prix automobile de Belgique 1992        |

## MotoGP

### Classement du Top 10 des pilotes de MotoGP par nombre de meilleurs tours en course
| #      | Pilote           | Nbre meilleurs tours |
| ------ | ---------------- | -------------------- |
| 1      | Giacomo Agostini | 117                  |
| 2      | Valentino Rossi  | 96                   |
| 3      | Marc Márquez     | 82                   |
| 4      | Ángel Nieto      | 81                   |
| 5      | Mike Hailwood    | 79                   |
| 6      | Dani Pedrosa     | 64                   |
| 7      | Mick Doohan      | 46                   |
| 8      | Max Biaggi       | 42                   |
| 9      | Jorge Lorenzo    | 37                   |
| 10     | Phil Read        | 36                   |
| Source |                  |                      |

Codes du tableau :
- Les pilotes en activité sont inscrits avec un feu vert